# Szopienice (gmina)

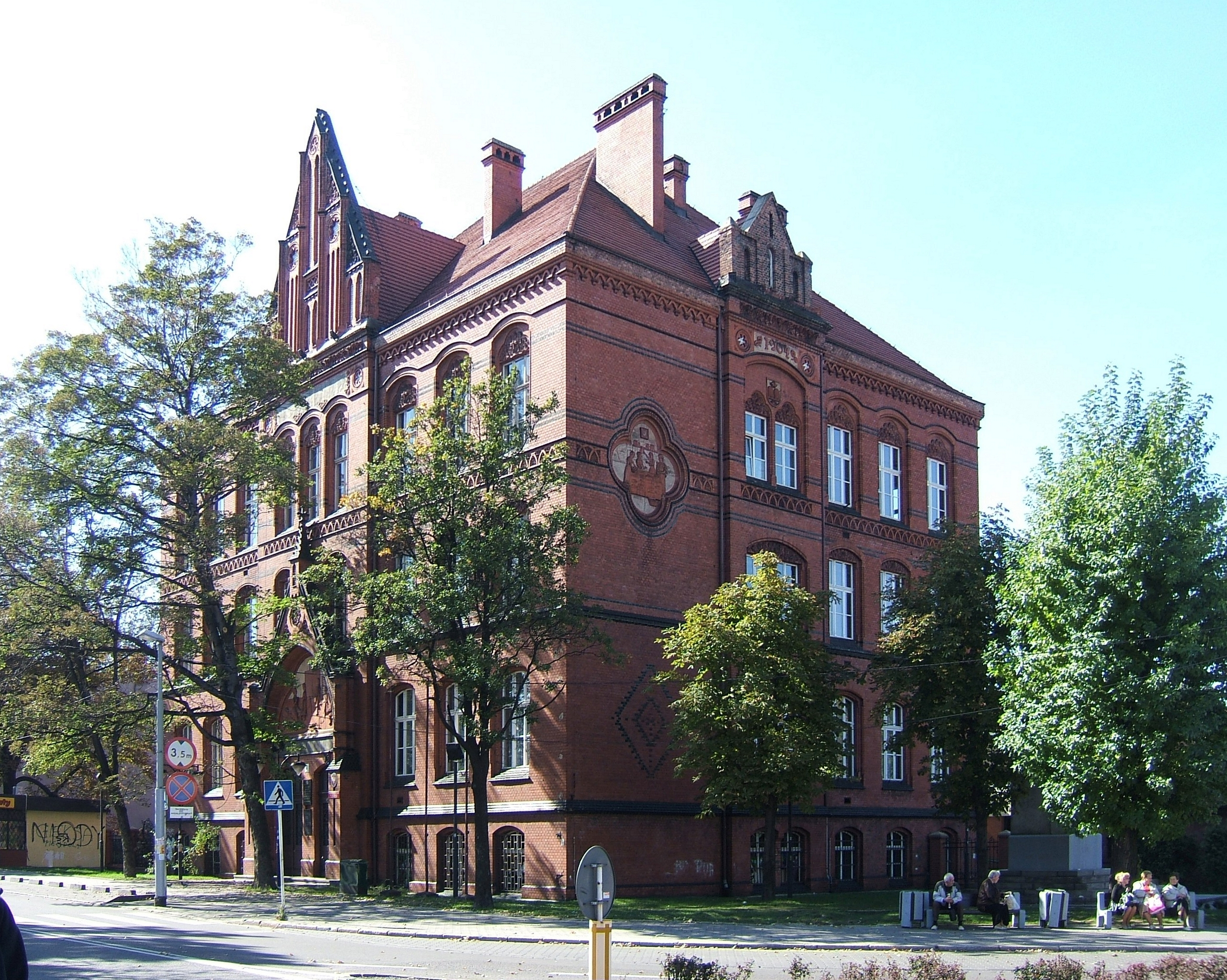
Szkoła w Szopienicach

Szopienice – dawna gmina wiejska istniejąca w latach 1945–1946 w woj. śląskim (dzisiejsze woj. śląskie). Siedzibą władz gminy była wieś Szopienice (1947–1959 samodzielne miasto, od 1959 część Katowic).
Gmina zbiorowa (o charakterze jednostkowym) Szopienice powstała w grudniu 1945 w powiecie katowickim w woj. śląskim (śląsko-dąbrowskim).
1 stycznia 1946 gmina składała się z samej siedziby i przez to nie była podzielona na gromady. Jako gmina wiejska jednostka przestała istnieć 1 stycznia 1947 wraz z nadaniem Szopienicom praw miejskich i przekształceniem jednostki w gminę miejską. W związku z likwidacją powiatu katowickiego 1 kwietnia 1951 Szopienice zostały powiatem miejskim do których włączono zniesione gminy Dąbrówka Mała i Janów, a następnie 31 grudnia 1959 weszły w skład Katowic.
Siedzibą władz gminy (a później miasta) był tzw. ratusz przy obecnej ul. Wiosny Ludów 24.